# Léna Bousquin
Léna Bousquin, née le 4 septembre 1995 à Méru, est une nageuse française.

## Palmarès

### ensauvetage sportif
- Jeux mondiaux de 2017 à Wrocław (Pologne)
  -  Médaille d'or en relais 4 x 50 m obstacles

### ennatation
- Championnats de France en petit bassin 2016 à Angers
  -  Médaille de bronze du 50 m nage libre
- Championnats de France de natation en petit bassin 2017 à Montpellier
  -  Médaille de bronze du 100 m nage libre
  -  Médaille d'argent du 100 m papillon
  -  Médaille d'argent en relais 4 x 50 m 4 nages
  -  Médaille d'or en relais 4 x 50 nage libre
- Jeux méditerranéens de 2018 à Tarragone
  -  Médaille d'argent en relais 4 × 100 m nage libre
- Championnats de France 2019 à Rennes :
  -  Médaille de bronze du 100 mètres papillon.